# Phyllacanthus parvispinus
Phyllacanthus parvispinus is een zee-egel uit de familie Cidaridae.
De wetenschappelijke naam van de soort werd in 1878 gepubliceerd door Julian Edmund Tenison-Woods.